# Eletriptan
Eletriptan (Handelsname Relpax) ist ein Arzneistoff aus der Gruppe der Triptane, der zur Akutbehandlung der Migräne eingesetzt wird. Es ist ein Agonist an den Serotonin-Rezeptoren des Subtyps 5-HT1B/1D. Eletriptan wurde 1992 von Pfizer patentiert.

## Klinische Angaben

### Anwendungsgebiete (Indikationen)
Arzneimittel mit dem Wirkstoff Eletriptan sind zur Akutbehandlung der Kopfschmerzen bei einer Migräne mit oder ohne Aura zugelassen. Für diese Anwendung stehen Filmtabletten mit 20 oder 40 mg Eletriptanhydrobromid zur Verfügung.

### Gegenanzeigen (Kontraindikationen)
Eletriptan darf nicht bei bekannter Überempfindlichkeit gegen den Wirkstoff angewendet werden. Der Wirkstoff darf nicht bei Patienten mit Herzinfarkt, Verdacht auf ischämischer Herzkrankheit, koronaren Vasospasmen (Prinzmetal-Angina), peripheren Erkrankungen der Blutgefäße, mittelschwer bis schwerem oder unkontrolliertem Bluthochdruck angewendet werden. Bei bekannten schweren Leber- oder Nierenfunktionsstörungen oder bei vorübergehenden ischämischen Attacken in der Krankheitsgeschichte sollte Eletriptan ebenso nicht eingesetzt werden. Eletriptan darf nicht gleichzeitig mit Mutterkornalkaloiden und deren Abkömmlingen (zum Beispiel Ergotamin, Dihydroergotamin) angewendet werden, da eine erhöhte Gefahr von Vasospasmen besteht.

### Anwendung während Schwangerschaft und Stillzeit
Da keine ausreichenden Erfahrungen über die Anwendung von Eletriptan bei Schwangeren bestehen, sollte Eletriptan während der Schwangerschaft nur mit Vorsicht und unter strenger Indikationsstellung angewendet werden. Tierexperimentelle Untersuchungen erbrachten keine Hinweise auf embryotoxische oder teratogene Wirkungen.
Eletriptan tritt prinzipiell in die Muttermilch über, wobei sich etwa 0,02 % der Gesamtdosis bei Verabreichung von 80 mg Wirkstoff in der Muttermilch wiederfinden. Ungeachtet der geringen Menge an Eletriptan in der Muttermilch sollte die Anwendung bei stillenden Müttern nur mit Vorsicht erfolgen. Mögliche Wirkungen auf den Säugling lassen sich durch Unterbrechen des Stillens mit Abpumpen und Verwerfen der Muttermilch für mindestens 24 Stunden nach der Einnahme von Eletriptan minimieren.

## Pharmakologische Eigenschaften

### Wirkungsmechanismus (Pharmakodynamik)
Eletriptan ist ein selektiver Serotoninagonist für die Rezeptoren des Subtyps 5-HT1B/1D. Darüber hinaus zeigt Eletriptan eine relevante Affinität zu 5-HT1F-Rezeptoren. Diese Rezeptoren kommen auf zerebralen Blutgefäßen und präsynaptisch auf Neuronen vor und ihre Aktivierung durch Eletriptan führt zu einer Verengung der während eines Migräneanfalls erweiterten zerebralen Blutgefäße. Zugleich führt Eletriptan zu einer Verminderung der Ausschüttung von blutgefäßdilatierenden und schmerzauslösenden Entzündungsmediatoren wie Serotonin, Calcitonin Gene-Related Peptide (CGRP) und Substanz P.